# Pythonbrug
Pythonbrug, uradno znan kot Hoge Brug, je most, ki se razteza čez kanal med Sporenburgom in otokom Borneo v vzhodnem Docklandsu v Amsterdamu. Zgrajen je bil leta 2001 in leta 2002 prejel nagrado International Footbridge Award. Je tudi na seznamu 18 najlepših mostov na svetu, ki ga je objavil Architectural Digest 2019.
Svetlo rdeč most se razteza na 90 metrov in ga je zasnoval Adriaan Geuze iz arhitekturnega biroja West 8. Pod vodo predor Piet Hein prečka mostova Lage in Hoge. Most je namenjen samo pešcem. Mostu se morajo izogibati invalidi na vozičkih, osebe s težavami pri hoji, osebe s strahom pred višino in kolesarji.
V bližini je vizualno podoben Lage Brug (Nizki most). Je podoben, vendar brez visoke vzpetine, ki kolesarjem omogoča vožnjo po njej.
Ime se nanaša na osupljivo valovito obliko, kot je premikajoči se piton. Most se je sprva imenoval tudi Anakondin, Salamanderov ali Dinozavrov most. 
Zaradi vijug je daljši od 93 metrov in največja navpična razdalja 9,5 metra. Vrhunec lahko služi kot razgledišče ali za mlade: odskočna deska. Most sloni na dveh stebrih, skritih v pomolih; sicer pa stoji na dveh betonskih nogah. Gre za tako imenovani mrežasto gredni most. Razpon je podprt z jeklenimi T-profili, ki so povezani s prečnimi oporniki. Na to so nameščene deske. Tudi lampijoni so umetniško izdelani; zaradi njih bi morali pomisliti na stoječe visoke ptice, ki sedijo na ograji mostu. Posebnost je, da so ograje/ograje na začetku obrnjene navznoter, nato se premaknejo navzven in spet končajo navznoter.